# Erebia dentata
Erebia dentata är en fjärilsart som beskrevs av Stetter-stättermayer 1933. Erebia dentata ingår i släktet Erebia och familjen praktfjärilar. Inga underarter finns listade i Catalogue of Life.